# Godola
Godola est un canton du Cameroun située dans l'arrondissement de Meri, le département du Diamaré et la région de l’Extrême-Nord. 

## Population
Lors du recensement de 2005, on y a dénombré 13 389 personnes.

## Galeries sur le couronnement

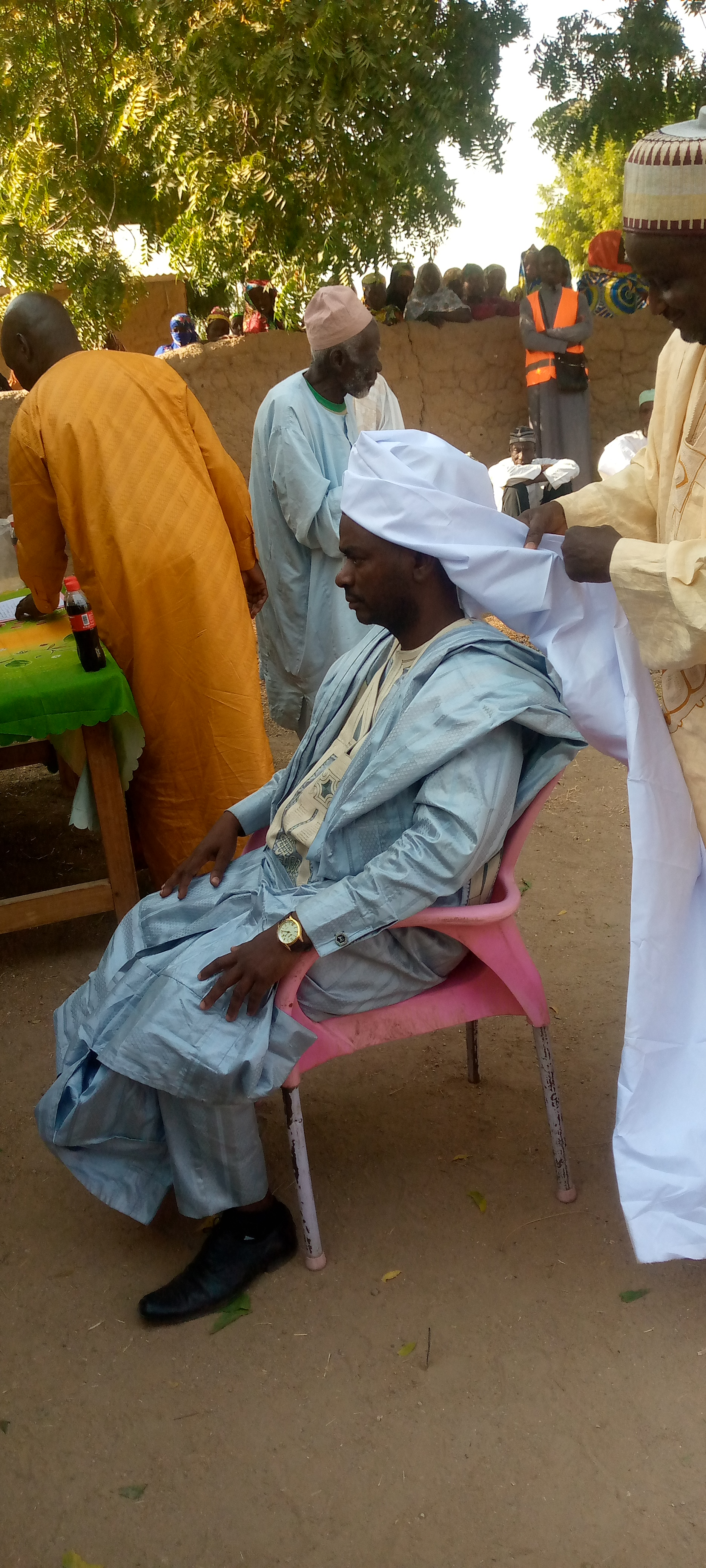
Couronnement du chef de canton de Godola
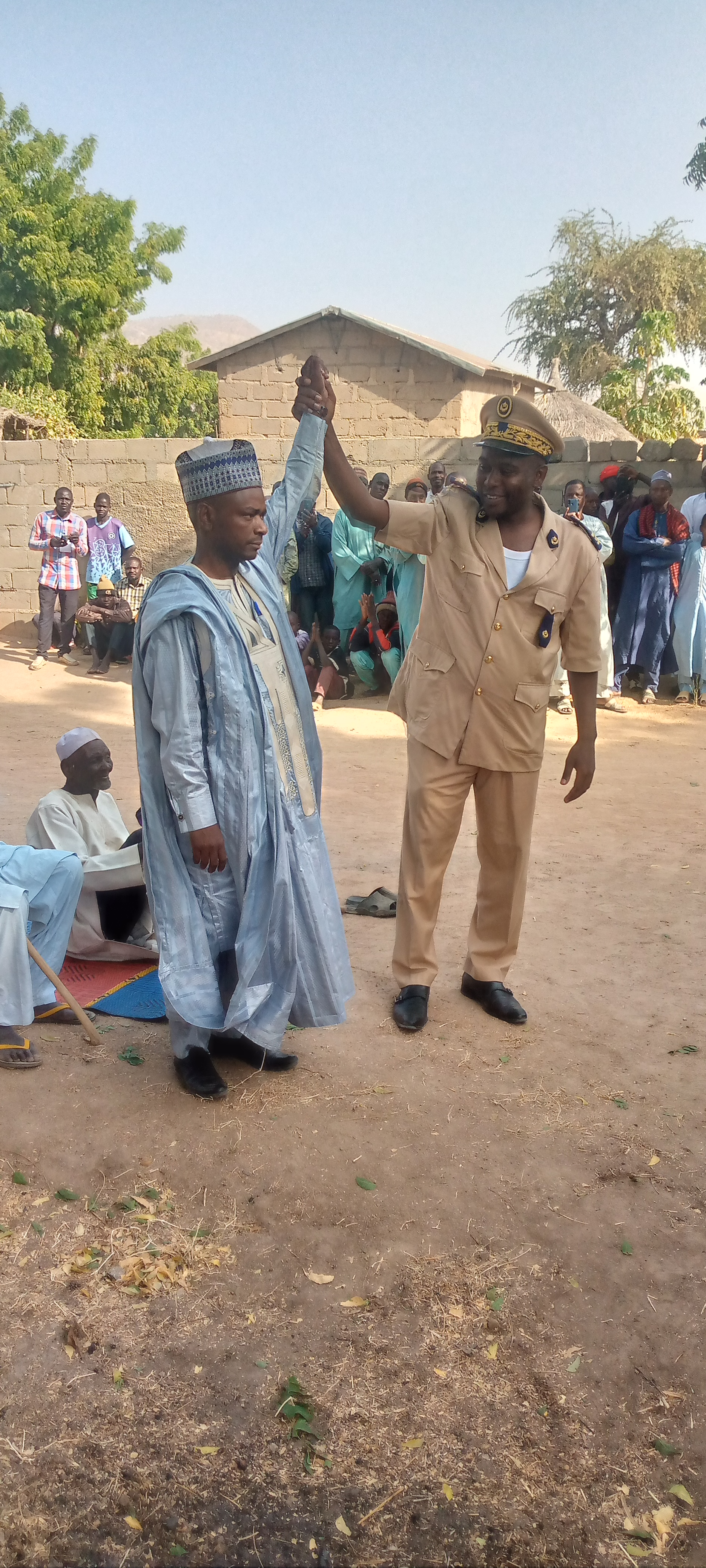
Couronnement du pouvoir chef canton de Godola par le sous-préfet